# Алпско скијање на Зимским олимпијским играма 2010 — суперкомбинација за жене
Такмичење у суперкомбинацијиу за жене на Зимским олимпијским играма 2010. у Ванкуверу одржало се на стази у Вислер Криксију 18. фебруара. Такмичење је било планирано да се одржи 14. фебруара 2010, али је одложено због лошег времена, које је одлагало претходна такмичења.
Ово су прве Игре на којима је одржана суперкомбинација у данашњем облику, уместо досадашње алпске комбинације. Разлика имеђу ових дисциплина је та што се алпска комбинација састојала од спуста и две трке слалома које су се одржавале у два дана, а суперкомбинација се одржава 1 дан, и састоји се од спуста који се вози пре подне и једне трке слалома у поподневним часовима. Нови систем такмичења даје мању предност специјалистима за слалом, што је раније био случај.
Учествовало је 35 такмичарки из 19 земаља.

## Карактеристике стазе
Датум :18. фебруар 2010
Стаза за спуст
Локално време: 9:30
Стаза: „Франц спуст“
Старт: 1.500 м, Циљ: 825 м
Висинска разлика: 675 м, Дужина стазе:2.500 м
Стазу поставио: Jan Tischhauser  Швајцарска, 36 капија
Стаза за слалом
Локално време: 12:30
 
Стаза: „Франз слолом“
Старт: 974 м, Циљ: 805 м
Висинска разлика: 169 м, Дужина стазе: 765 м
Стазу поставио: Клемен Бергант  Словенија, 55 капија

## Земље учеснице
- Аустрија (4)
- Андора (1)
- Аргентина (2)
- Чешка (1)
- Чиле (1)
- Француска (2)
- Италија (2)
- Канада (3)
- Мађарска (1)
- Монако (1)
- Немачка (2)
- Норвешка (1)
- Пољска (1)
- Русија (1)
- Сједињене Америчке Државе (4)
- Словенија (2)
- Шведска (2)
- Швајцарска (3)
- Уједињено Краљевство (1)

- У загради се налази број спортиста који се такмиче за ту земљу

## Победнице
|  |  |  |

## Резултати
| Плас. | Ст. бр. | Име                         | Држава                    | Спуст           | Плас.           | Слалом          | Плас.           | Укупно          | Заостатак       |
| ----- | ------- | --------------------------- | ------------------------- | --------------- | --------------- | --------------- | --------------- | --------------- | --------------- |
|       | 19      | Марија Риш                  | Немачка                   | 1:24,49         | 2               | 44,65           | 7               | 2:09,14         |                 |
|       | 3       | Џулија Манкусо              | Сједињене Америчке Државе | 1:24,96         | 3               | 45,12           | 9               | 2:10,08         | +0,94           |
|       | 21      | Анја Персон                 | Шведска                   | 1:25,57         | 7               | 44,62           | 6               | 2:10,19         | +1,05           |
| 4     | 20      | Катрин Цетел                | Аустрија                  | 1:26,01         | 11              | 44,49           | 4               | 2:10,50         | +1,36           |
| 5     | 4       | Тина Мазе                   | Словенија                 | 1:25.97         | 10              | 44,56           | 5               | 2:10,53         | +1,39           |
| 6     | 22      | Фабјен Сутер                | Швајцарска                | 1:25,29         | 4               | 45.56           | 11              | 2:10,85         | +1,71           |
| 7     | 12      | Шарка Захробска             | Чешка                     | 1:27,33         | 22              | 43,69           | 1               | 2:11,02         | +1,88           |
| 8     | 8       | Јохана Шнарф                | Италија                   | 1:25,72         | 9               | 45.57           | 12              | 2:11,29         | +2,15           |
| 9     | 17      | Михаела Кирхгасер           | Аустрија                  | 1:27,09         | 19              | 44,26           | 2               | 2:11,35         | +2,21           |
| 10    | 9       | Мари Маршан-Арвије          | Француска                 | 1:25.41         | 5               | 46,41           | 18              | 2:11,82         | +2,68           |
| 11    | 13      | Шеми Алкот                  | Уједињено Краљевство      | 1:27.06         | 18              | 45.45           | 10              | 2:12,51         | +3,37           |
| 12    | 26      | Шона Рубенс                 | Канада                    | 1:26,90         | 17              | 45,68           | 13              | 2:12,58         | +3,44           |
| 13    | 27      | Мона Лесет                  | Норвешка                  | 1:27,72         | 24              | 44,96           | 8               | 2:12,68         | +3,54           |
| 14    | 11      | Емили Брајдон               | Канада                    | 1:26.49         | 15              | 46.27           | 17              | 2:12,76         | +3,62           |
| 15    | 14      | Маруша Ферк                 | Словенија                 | 1:26,15         | 12              | 46,83           | 22              | 2:12,98         | +3,84           |
| 16    | 15      | Ана Фенингер                | Аустрија                  | 1:27,19         | 20              | 46,08           | 16              | 2:13,27         | +4.13           |
| 17    | 25      | Kaylin Richardson           | Сједињене Америчке Државе | 1:27,64         | 23              | 45,76           | 14              | 2:13,40         | +4,26           |
| 18    | 16      | Елизабет Гергл              | Аустрија                  | 1:25,60         | 8               | 47,98           | 25              | 2:13,58         | +4,44           |
| 19    | 2       | Александра Колети           | Монако                    | 1:26.74         | 16              | 47,07           | 23              | 2:13,81         | +4,67           |
| 20    | 30      | Сандрин Обер                | Француска                 | 1:29.50         | 26              | 44.46           | 3               | 2:13.96         | +4,82           |
| 21    | 28      | Лиен Смит                   | Сједињене Америчке Државе | 1:27,27         | 21              | 46,70           | 20              | 2:13,97         | +4,83           |
| 22    | 29      | Јесика Линдел Викарби       | Шведска                   | 1:26,47         | 14              | 47,69           | 24              | 2:14,16         | +5,02           |
| 23    | 23      | Андреа Детлинг              | Швајцарска                | 1:26.28         | 13              | 48.16           | 26              | 2:14.44         | +5.30           |
| 24    | 24      | Миреја Гутијерез            | Андора                    | 1:29.16         | 25              | 46.51           | 19              | 2:15.67         | +6.53           |
| 25    | 5       | Агњешка Гасјењица-Данијел   | Пољска                    | 1:30,28         | 29              | 45,96           | 15              | 2:16,24         | +7,10           |
| 26    | 34      | Макарена Симари Биркнер     | Аргентина                 | 1:29,56         | 27              | 46,81           | 21              | 2:16,37         | +7,23           |
| 27    | 32      | Ана Берец                   | Мађарска                  | 1:33,47         | 30              | 49.50           | 27              | 2:22,97         | +13,83          |
| 28    | 35      | Ноел Бараона                | Чиле                      | 1:34,05         | 31              | 50,20           | 28              | 2:24,25         | +15,11          |
|       | 18      | Линдси Вон                  | Сједињене Америчке Државе | 1:24,16         | 1               | Није завршила   | Није завршила   | Није завршила   | Није завршила   |
|       | 10      | Ђина Штехерт                | Немачка                   | 1:25.44         | 6               | Није завршила   | Није завршила   | Није завршила   | Није завршила   |
|       | 31      | Марија Белен Симари Биркнер | Аргентина                 | 1:30,19         | 28              | Није завршила   | Није завршила   | Није завршила   | Није завршила   |
|       | 1       | Нађа Камер                  | Швајцарска                | Није завршила   | Није завршила   | Није завршила   | Није завршила   | Није завршила   | Није завршила   |
|       | 6       | Јелена Простева             | Русија                    | Није завршила   | Није завршила   | Није завршила   | Није завршила   | Није завршила   | Није завршила   |
|       | 7       | Данијела Меригети           | Италија                   | Није завршила   | Није завршила   | Није завршила   | Није завршила   | Није завршила   | Није завршила   |
|       | 33      | Georgia Simmerling          | Канада                    | Није стартовала | Није стартовала | Није стартовала | Није стартовала | Није стартовала | Није стартовала |